# 1157年
| 千纪： | 2千纪 |
| 世纪： | 11世纪 \| 12世纪 \| 13世纪 |
| 年代： | 1120年代 \| 1130年代 \| 1140年代 \| 1150年代 \| 1160年代 \| 1170年代 \| 1180年代                                                   |
| 年份： | 1152年 \| 1153年 \| 1154年 \| 1155年 \| 1156年 \| 1157年 \| 1158年 \| 1159年 \| 1160年 \| 1161年 \| 1162年                         |
| 纪年： | 丁丑年（牛年）；西夏天盛九年；金正隆二年；西辽绍兴七年；南宋紹興二十七年；大理龍興元年；越南大定十八年；日本保元二年；高丽正丰二年 |

## 大事记
- 基輔大公尤里·多爾戈魯基在基輔一個大貴族舉辦的宴會上暴卒，伊賈斯拉夫·達維多維奇再次進入基輔，成為基輔大公。
- 尤里·多爾戈魯基之子安德烈·博戈柳布斯基違背父親的遺囑，從兩個弟弟手中奪取了羅斯托夫和蘇茲達爾兩座城市，控制了羅斯托夫-蘇茲達爾大公國。

## 出生
- 9月8日——理查一世，又稱獅心理查，英國國王。（1199年逝世，42岁）
- 北條政子，日本平安時代末期至鎌倉幕府初期的政治人物，鎌倉幕府開創人源賴朝的正妻。

## 逝世
- 5月15日——尤里·多爾戈魯基，蘇茲達爾王公、基輔大公，莫斯科的奠基者。